# Authie, Somme
Authie là một xã thuộc tỉnh Somme, vùng Hauts-de-France, Pháp.

## Dân số
| 1851 | ? | 1954 | ? | 1962                                         | 1968 | 1975 | 1982 | 1990 | 1999 |
| ---- | - | ---- | - | -------------------------------------------- | ---- | ---- | ---- | ---- | ---- |
|      |   |      |   | 283                                          | 294  | 280  | 256  | 208  | 238  |
|      |   |      |   | Số liệu từ năm 1962, dân số không tính trùng |      |      |      |      |      |